# Dürnstein in der Steiermark
Dürnstein in der Steiermark är en ort i kommunen Neumarkt in der Steiermark i distriktet Murau i förbundslandet Steiermark i Österrike. Dürnstein in der Steiermark var tidigare en självständig kommun, men blev den 1 januari 2015 en del av kommunen Neumarkt in der Steiermark. I kommunen ingick även orten Wildbad Einöd. 